# Calistrat Cuțov
Calistrat Cuțov (ur. 10 października 1948 w Smârdanul-Nou, zm. w marcu 2025 w Bukareszcie) – rumuński bokser, medalista olimpijski z 1968 i mistrz Europy z 1969.
Zdobył brązowy medal na igrzyskach olimpijskich w 1968 w Meksyku w kategorii lekkiej (do 60 kg). Wygrał trzy walki (w tym ćwierćfinałową ze Stojanem Piliczewem z Bułgarii), a w półfinale uległ późniejszemu mistrzowi Ronaldowi Harrisowi z USA.
Zwyciężył w tej samej wadze na mistrzostwach Europy w 1969 w Bukareszcie, wygrywając m.in. z Siergiejem Łomakinem z ZSRR w półfinale i ponownie z Piliczewem w finale.
Później startował w wadze lekkopółśredniej (do 63,5 kg). Zdobył w niej srebrny medal na mistrzostwach Europy w 1971 w Madrycie po porażce w finale z Ulrichem Beyerem z NRD. Na igrzyskach olimpijskich w 1972 w Monachium odpadł po drugiej walce. Na pierwszych mistrzostwach świata w 1974 w Hawanie pokonał Bogdana Gajdę, ale przegrał w ćwierćfinale z Władimirem Kolewem z Bułgarii. Na igrzyskach olimpijskich w 1976 w Montrealu dotarł do ćwierćfinału, w którym ponownie przegrał z Władimirem Kolewem. Na zakończenie kariery zdobył brązowy medal na mistrzostwach Europy w 1977 w Halle, gdzie po wygraniu dwóch pojedynków przegrał w półfinale z Bogdanem Gajdą.
Calistrat Cuțov był mistrzem Rumunii w wadze lekkiej w 1968 i 1969 oraz w wadze lekkopółśredniej w 1970, 1972, 1973, 1974, 1975, 1976 i 1977, a także wicemistrzem w wadze lekkopółśredniej w 1971.
Jego młodszy brat Simion był również bokserem, medalistą olimpijskim i mistrzem Europy.
19 marca 2025 został znaleziony martwy w swoim mieszkaniu, w Bukareszcie.